# Lynel Kitambala
Lynel Darcy Kitambala (Creil, 26 ottobre 1988) è un calciatore francese, di origini congolesi, attaccante del Tremblay.

## Carriera
Esordisce nell'Association de la Jeunesse Auxerroise, raggiungendo nella prima squadra la finale della Coppa Gambardella 2007 U-18 e, nel contempo, il titolo di primo marcatore. La squadra avrebbe comunque perso ai rigori contro il Sochaux. Tuttavia nell'AJ Auxerre si vede poco, tenuto per lo più come riserva, sebbene vantasse una media abbastanza cospicua di reti segnate (15 gol in 30 partite).
Nell'estate 2009 viene trasferito in prestito per la stagione corrente al Digione FCO.
Nel maggio 2010 ha giocato nel Torneo di Tolone, segnando 4 gol nella Nazionale francese, che si è classificata terza. Kitambala è stato autore tra l'altro di un gol e un assist nella semifinale contro la Danimarca - la vincitrice annuale del torneo - e di una doppietta nella finale per il terzo e quarto posto.
Completata una splendida stagione con la maglia del Digione, con la bellezza di 13 gol in 33 partite, Kitambala viene richiamato dall'Auxerre, in cui è costretto a ritornare essendo vincolato al club da un contratto terminante nel 2011. Nell'agosto 2010 firma un contratto per quattro anni con l'FC Lorient. Dopo un ottimo esordio contro l'Olympique Lione in cui si è distinto con una prestazione inattesa, segnando pure un gol, e una stagione altrettanto entusiasmante, l'attaccante passa a fine agosto del 2011 nel Saint-Étienne. Ma dopo un'inconsistente prestazione nella prima stagione, è ceduto in prestito per la successiva alla SG Dynamo Dresden.
Nel luglio 2014 lascia quindi L'AS Saint-Étienne per trasferirsi al Charleroi.